# Bedürfnis
Unter Bedürfnis versteht man in der Alltagssprache Verlangen, Wunsch, Ansprüche („wachsende Bedürfnisse“) oder etwas zum Leben Notwendiges, meist Materielles. In der Psychologie wird Bedürfnis oft definiert als „Zustand oder Erleben eines Mangels, verbunden mit dem Wunsch, ihn zu beheben“ oder als das Verlangen oder der Wunsch, einem empfundenen oder tatsächlichen Mangel Abhilfe zu schaffen. Dieser allgemeine psychologische Begriff, dem die Termini Motiv und Motivation sinnverwandt sind, ist Bezugspunkt der Darstellung und ist den wirtschaftswissenschaftlichen, philosophischen oder anderen Verwendungen des Begriffs verwandt.

## Begriffliche Unterscheidungen
In Abhängigkeit vom historischen und wissenschaftlichen Kontext (Philosophie, Ökonomie, Psychologie) gab und gibt es unterschiedliche sprachliche Bezeichnungen für jene Vorstellungen, die mit dem Begriff „Bedürfnis“ verbunden werden. Einige dieser Benennungen lassen sich synonym verwenden, beziehen sich also auf denselben Begriff; andere verweisen auf Begriffe, die dem des Bedürfnisses ähneln, mit ihm aber nicht identisch sind:
- Neigung: Übersetzung des lateinischen inclinatio naturalis,[5] ein Ausdruck, den etwa Thomas von Aquin im Zusammenhang mit seiner Naturrechtslehre verwendet. Die Vernunft fasse „alle jene Dinge, zu welchen der Mensch eine Hinneigung in seiner Natur selber hat, als Gut auf und als erstrebenswert“.[6]
- Trieb: Diese stark durch Sigmund Freud geprägte Bezeichnung wird von gegenwärtigen Psychologen in enge Beziehung zu den Ausdrücken „Bedürfnis“ und „Motivation“ gesetzt.[7][8] Zuweilen finden sich auch Aussagen wie die, dass Triebe Bedürfnissen „entspringen“ bzw. aus ihnen „resultieren“.[9]
- Instinkt: Während der Anfangszeit angelsächsischer Motivationsforschung versuchte William McDougall, menschliche Bedürfnisse mithilfe einer Auflistung von Instinkten zu systematisieren. Seine Definition des Instinktbegriffs umfasst drei verschiedene Prozesse – eine Disposition zur selektiven Wahrnehmung in Abhängigkeit vom Zustand des Organismus, einen emotionalen Impuls und instrumentelle Aktivitäten zur Zielerreichung.[10][11] Durch Ethologen wie Konrad Lorenz und Nikolaas Tinbergen wurde der Begriff „Instinkt“ später auf ererbte Bewegungskoordinationen begrenzt.[12]
- Bedürfnis (need): Henry Murray machte needs zum Mittelpunkt des motivationspsychologischen Begriffssystems. Die Wechselwirkung zwischen dem Bedürfnis und den sich in der Umwelt bietenden Handlungsgelegenheiten (press) nannte er „Thema“.[13][14] Für die Wirtschaftswissenschaften sind nur jene Bedürfnisse von Bedeutung, die von wirtschaftlichen Gütern befriedigt werden. Ein Bedürfnis, das auf konkrete Objekte bezogen ist, wird als Bedarf bezeichnet. Sind mit einem Bedarf entsprechende finanzielle Ressourcen verbunden, spricht man von Nachfrage.[15][16]
- Motiv: In der psychologischen Terminologie gibt es eine enge Verwandtschaft zwischen den Begriffen „Bedürfnis“ und „Motiv“. Julius Kuhl definiert Bedürfnisse als subkognitive und subaffektive Melder von Ist-Sollwert-Diskrepanzen, die den Kern entsprechender Motive ausmachen. Im Motiv ist das Bedürfnis in ein kognitiv-emotionales Netzwerk von Lebenserfahrungen eingebunden, das im jeweiligen Kontext angemessene Handlungsoptionen bereitstellt.[17]
- Motivation: Während Motive relativ stabile Persönlichkeitseigenschaften (Dispositionen) darstellen[18], versteht man unter „Motivation“ den veränderbaren Zustand einer Person. Die aktuell vorhandene Motivation, ein bestimmtes Ziel anzustreben, wird von personbezogenen (Motivdispositionen) und von situationsbezogenen Einflüssen (Anreizen) geprägt.[19]
- Interesse: Garret Thomson führt den Begriff des „fundamentalen Bedürfnisses“ auf den des „Interesses“ zurück. Bei beiden handelt es sich um Dispositionen, die den Kern menschlicher Motivation ausmachen. Werden sie nicht befriedigt, erleidet eine Person schweren Schaden.[20] Für Dietmar von der Pfordten hingegen stellen „Interessen“ bzw. „Belange“ abstrakte und umfassende Begriffe dar, die die konkreteren Begriffe der „Strebungen“, „Bedürfnisse“, „Wünsche“ und „Ziele“ einschließen.[21]

## Abgrenzungen in den Wirtschaftswissenschaften
In den Wirtschaftswissenschaften gibt es eine Abgrenzung der Kettenglieder Bedürfnis → Bedarf → Nachfrage. Bedürfnis ist Friedrich Benedikt Wilhelm von Hermann zufolge „das Gefühl eines Mangels mit dem Streben, ihn zu beseitigen“. Bedürfnisse können zum Kaufmotiv werden, wenn sie einen ausreichenden Grad an Kaufintensität entwickeln. Der Bedarf an Gütern ist „das Ergebnis der Konkretisierung und Spezifizierung von Bedürfnissen in den Wirtschaftsobjekten“. Wird Bedarf mit Kaufkraft – also der Verfügbarkeit über Zahlungsmittel – verbunden und liegt eine entsprechende Zahlungsbereitschaft vor, entsteht hieraus die Güternachfrage. 
Konsument, Kunde, Käufer und ihre Rollenpartner stehen sich folgendermaßen gegenüber:
| Marktteilnehmer | Güternachfrage | Marktteilnehmer | Güterangebot |
| --------------- | -------------- | --------------- | ------------ |
| Konsument       | Bedürfnis      | Hersteller      | Befriedigung |
| Kunde           | Bedarf         | Personal        | Bedienung    |
| Käufer          | Nachfrage      | Verkäufer       | Angebot      |

## Einteilung der Bedürfnisse

### Nach Materialität
Im Hinblick auf die Materialität von Bedürfnissen wird unterschieden:
- Materielle Bedürfnisse (wirtschaftliche Bedürfnisse) sind alle Bedürfnisse, bei denen als Gegenleistung Geld (Kauf oder Miete von Gütern oder Dienstleistungen) oder Gegenstände (Tausch) erbracht werden müssen. Sie werden auf dem Gütermarkt befriedigt. 
  - Kollektivbedürfnisse: Entstehen aus dem Zusammenleben in einer Gemeinschaft, wobei sie das Individuum nicht befriedigen kann, sondern nur die Kooperation der Individuen. Hierzu gehören Bildung, Daseinsvorsorge, Erholung, Forschung, Gesundheit oder Transport.
  - Individualbedürfnisse sind Bedürfnisse, die das Individuum (auch der Privathaushalt) selbst befriedigen kann.
    - Absolute Bedürfnisse (oder auch Existenzbedürfnisse) sind die Grundbedürfnisse auf Kleidung, Nahrung und Wohnung.
    - Relative Bedürfnisse sind ausschließlich Luxusbedürfnisse, die erst entstehen, wenn die Grundbedürfnisse befriedigt wurden und eine entsprechende Zahlungsbereitschaft für ein hohes Preisniveau vorliegt. Ist das Grundbedürfnis Wohnung erfüllt, so steigert sich das Luxusbedürfnis zur Luxuswohnung.
- Immaterielle Bedürfnisse (nicht-wirtschaftliche Bedürfnisse) sind Bedürfnisse geistig-seelischer Natur und entziehen sich einer Bewirtschaftung. Hierzu gehören insbesondere Ehre, Geborgenheit, Liebe, Prestige, Respekt, Sicherheit oder der Wunsch nach Gerechtigkeit. Aber auch Kino, Konzert oder Theater gehören dazu, die man zwar mit Eintrittsgeld bezahlen muss, dafür als Gegenleistung ein Erlebnis erhält.

### Nach Konkretheit und Gegenstand
Bedürfnisse lassen sich nach den Gegenständen einteilen, auf die sie sich beziehen. Zum einen bedürfen Menschen Gegenstände unterschiedlicher Art, materielle (z. B. Nahrungsmittel) und immaterielle (z. B. Freundschaft). Zum anderen zeichnen sich diese Gegenstände durch einen unterschiedlichen Grad an Konkretheit aus. Neben allgemeinen Bedürfnissen, etwa nach Nahrung, existieren konkretere bzw. spezifischere Formen von Bedürfnissen, z. B. das Bedürfnis nach fetthaltigen Lebensmitteln, nach Nüssen oder nach der Nougatcreme eines bestimmten Herstellers. Spezifische Teilbedürfnisse (sub needs) ähnlicher Art lassen sich zu einem Hauptbedürfnis (major need) zusammenfassen.
Die unterschiedliche Konkretheit von Bedürfnissen veranschaulicht Thomson mit dem Bild eines radförmigen Netzes. Der zentrale Bereich ist relativ stabil. Er wird von grundlegenden Bedürfnissen gebildet (fundamental needs, core interests). Sie stellen einen Teil der essentiellen, erblich bedingten Natur einer Person dar. Grundlegende Bedürfnisse sind normalerweise feststehend, nur in engen Grenzen veränderbar und damit objektiv bestimmbar. Der äußere Bereich des Netzes wird von veränderbaren Vorlieben, Überzeugungen und Charakterzügen beeinflusst. Hier wird statt von „Bedürfnissen“ auch von „Wünschen“ oder „Begierden“ gesprochen (wants, desires). Wünsche sind viel variabler und subjektiver als Bedürfnisse.
Bedürfnisse erscheinen nicht nur im Gewand subjektiv geprägter Wünsche, sie werden auch kulturell beeinflusst und entsprechend sehr unterschiedlicher Wertvorstellungen und Gewohnheiten zum Ausdruck gebracht. Menschliches Handeln, das der Befriedigung von Bedürfnissen dient, ist folglich äußerst vielgestaltig. Ob sich eine Liste weniger menschlicher Grundbedürfnisse erstellen lasse, wurde deshalb wiederholt in Frage gestellt.  Der Einsatz angepasster Untersuchungsmethoden (projektive Tests, kulturvergleichende Verhaltensdokumentationen) hat jedoch zu einer Eingrenzung wichtiger Bedürfnisse geführt, die unterschiedlich ausgeprägt vermutlich bei allen Menschen zu beobachten sind. Folgende Bedürfnisse (mitunter auch als Instinkte, Triebe, Appetenzen oder Motive bezeichnet) wurden in der psychologischen bzw. humanethologischen Forschung beschrieben:
| W. McDougall            | H. Murray                                             | I. Eibl-Eibesfeldt                                   | D. McClelland   |
| ----------------------- | ----------------------------------------------------- | ---------------------------------------------------- | --------------- |
|                         | Vermeiden von Infektionen, Schmerzen, Verletzungen    |                                                      |                 |
| Ernährung               | Nahrung, Wasser                                       | Hunger, Durst                                        | Hunger          |
|                         | Vermeiden von Hitze und Kälte                         | Schutz vor Hitze, Kälte, Regen, Wind, Sonne          |                 |
|                         |                                                       | Vorliebe für Pflanzen, Gewässer, Höhlen, Ausblicke   |                 |
|                         |                                                       | Inbesitznahme eines Territoriums                     |                 |
| Bewegung                |                                                       | Bewegung                                             |                 |
| Herdeninstinkt          | Anschluss, Freundschaft, Geselligkeit                 | Kontakt, Geselligkeit, Zugehörigkeit zu Gemeinschaft | Anschluss       |
| Fortpflanzung           | Sex                                                   | Sex, Partnerbindung, Liebe                           | Sexualität      |
| Elterninstinkt          | Stillen, Fürsorglichkeit                              | Fürsorglichkeit, Betreuung des Nachwuchses           | Fürsorglichkeit |
|                         | Hilfesuchen                                           | Geborgenheit                                         | Hilfesuchen     |
|                         | Machtausübung                                         | Machtstreben, Dominanz                               | Macht           |
|                         | Autonomie, Freiheit suchen                            |                                                      | Macht           |
| Selbstbehauptung        | Anerkennung, Status                                   | Ansehen, Rangstreben                                 | Macht           |
| Selbsterniedrigung      | Ehrerbietung, Folgsamkeit, Unterwürfigkeit            | Unterordnung, Führung akzeptieren                    | Macht           |
| Kampflust               | Aggression                                            | Aggression, Kampfappetenz                            |                 |
| Neugierde, Konstruktion | Erkunden, Erkennen, Verstehen, Leistung, Konstruktion | Neugier, Erkunden                                    | Leistung        |
|                         | Sinnliche Eindrücke, Unterhaltung                     | Erregung, Reize, Risiko                              | Abwechslung     |
|                         | Entspannung, Ruhe                                     | Entspannung, Ruhe, Privatheit                        |                 |

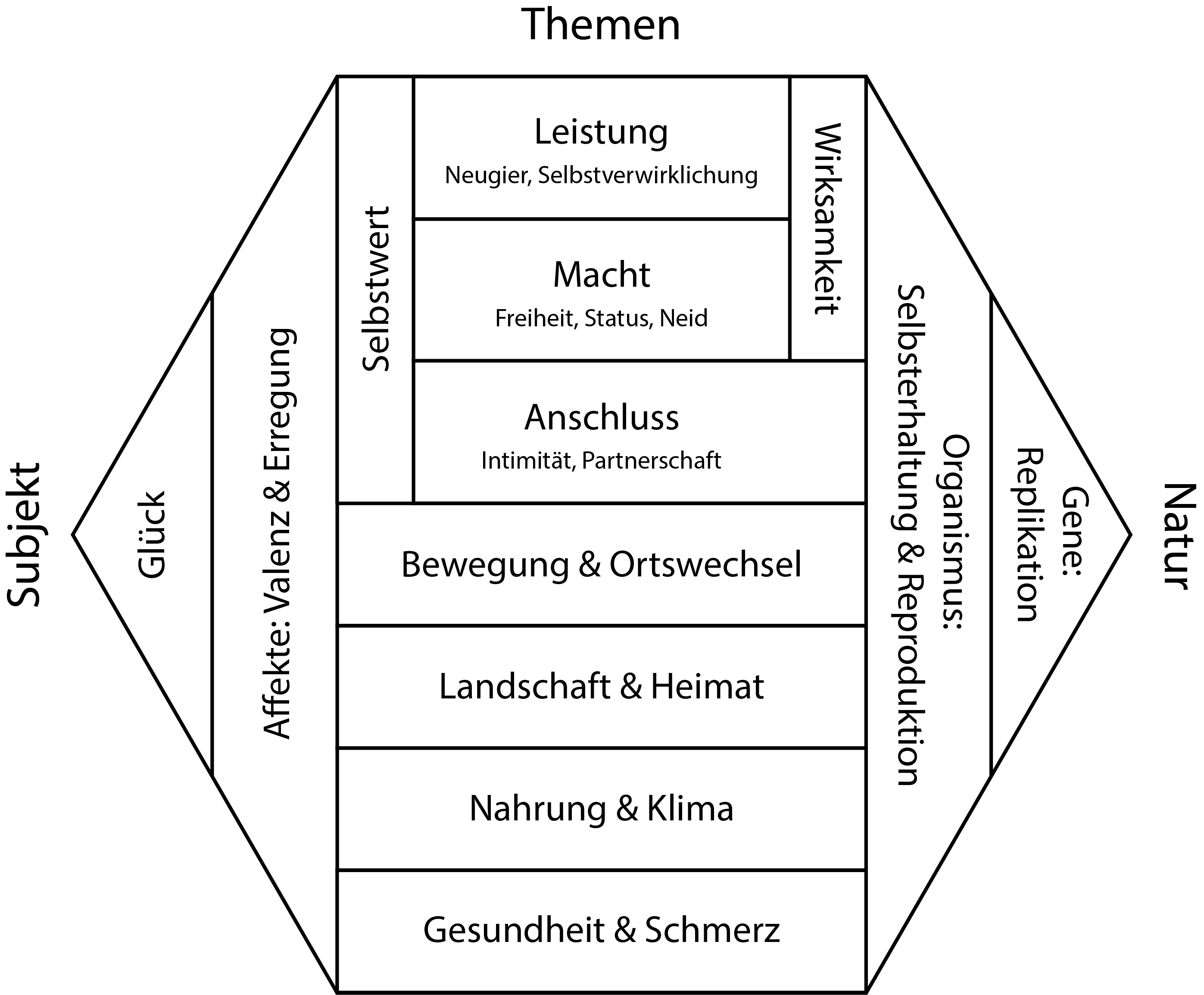
Gegenstände und Ziele von Bedürfnissen

Auch wenn sie thematisch äußerst vielfältig sind, so haben alle Bedürfnisse doch ähnliche Wirkungen bzw. dienen den gleichen Zielen:
1. Aus subjektiver Sicht spielen Empfindungen, die im Zusammenhang mit der Befriedigung von Bedürfnissen entstehen, eine wesentliche Rolle. Schon Aristoteles, der nach einer Definition des Glücks suchte, hatte festgestellt, dass „alles, Tier und Mensch, nach der Lust verlangt und strebt“.[43] Bentham bezeichnet Leid und Lust (pain and pleasure) als Gebieter, die uns „zeigen, was wir tun sollen“ und „bestimmen, was wir tun werden“.[44] Die Gaumenfreude beim Essen oder das Geborgenheitsgefühl an der Hand des Freundes – im bewussten Erleben einer Person stellen diese und andere angenehme Emotionen die Zielzustände von Bedürfnissen dar.[45]
2. Betrachtet man Bedürfnisse aus der Perspektive des Eingebundenseins eines bedürftigen Wesens in seine natürliche Umwelt, so zielen diese letztlich darauf, die Existenz bestimmter chemisch-biologischer Strukturen zu sichern. Dem lebenden Organismus geht es einerseits um die Erhaltung seiner selbst. Bereits die Stoiker lehrten, dass das Streben nach Selbsterhaltung eine „Mitgabe der Natur von Anbeginn an“ sei; deshalb wehrt ein Lebewesen „alles Schädliche ab und verschafft allem, was seiner Eigenart dienlich ist, freien Zutritt“.[46] Andererseits ist der Organismus auf die Reproduktion seiner selbst gerichtet. Evolutionsbiologen schließlich haben darauf hingewiesen, dass Organismen letztlich dem Fortbestehen von Genen bzw. der Replikation von Nukleinsäuren dienen.[47]

### Nach Dringlichkeit
- Grundbedürfnisse (für ein möglichst nachhaltig gesundes Leben) umfassen die Bedürfnisse nach natürlich sauberer Luft, natürlich sauberem Quellwasser, Schlaf und Entspannung (durch Erholung, Ruhe, Geborgenheit). Wohlwollen, Respekt und Partner bringen Kraft. Transparenz schafft Sicherheit, Orientierung, konsistente Freiheit und ermöglicht Selbstbestimmung. Unterkunft Wohnung/Wohnen, Garten, Wald, Gewässer als gesunder Lebensraum (relativer Gestaltungsfreiraum) und eine Geborgenheit fördernde Gemeinschaft (Familie, Gemeinde …) mit respektvollen Rückmeldungen (Feedback) zur Orientierung, fördern Gesundheit, wenn dazu gesunde Nahrung, Wärme (Kleidung), Bewegung und Heilung bei Krankheit (durch Gemeinschaft/Partner, Orientierung, menschliche Hilfen wie Pflege, Fürsorge … und Heilmittel) und Privatsphäre für Innenschau, Selbstreflexion, Trauer … und inneres Ordnen und Planen gewährt werden und jeder dazu entsprechend seinen Fähigkeiten beitragen kann und liebevoll, feinfühlig, freundlich darauf orientiert, gefördert und eingestimmt wird.
- Existenzbedürfnisse sind (abweichend von den Grundbedürfnissen) solche, die auch bei Mangel, in der Not noch realisierbar erscheinen oder selbst bei Strafe noch gewährt werden. Zum Beispiel ausreichende Nahrung und Wasser, Luft, Kleidung, Wohnraum, Arbeit (egal ob gesund), Bewachung, Intervention und Medikamente (egal ob gesund). Hier geht es nicht um ein möglichst nachhaltig gesundes Leben.
- Luxusbedürfnisse umfassen die Bedürfnisse nach luxuriösen Gütern (Schmuck, Auto usw.) und Dienstleistungen, auch wenn sie an anderen Stellen Not, Leid und Umweltfrevel fördern. Eine Grenze zur Begierde ist nicht vorhanden.
- Kulturbedürfnisse beschreiben den Wunsch nach Kultur (Ästhetik, kreativem Ausdruck, Feiern, Herstellen innerer Konsistenz, Bildung …)

Da die dem Menschen zur Verfügung stehenden Mittel oft beschränkt sind, kann er nicht immer alle Grund-, Kultur- und Luxusbedürfnisse gleichzeitig befriedigen. Er muss deshalb eine Wahl treffen oder seine Bedürfnisse priorisieren. Darum fasst man die Luxus- und Kulturbedürfnisse auch unter dem Begriff Wahlbedürfnisse zusammen.
Nach einer anderen Terminologie sind Grundbedürfnisse Bedürfnisse, deren Befriedigung in einer Gesellschaft als lebensnotwendig angesehen werden, um ein soziales Existenzminimum zu ermöglichen (Beispiel: Selbstversorger-Garten). Wahlbedürfnisse zeigen sich vor allem in qualitativ umfangreicheren Gütern (Beispiel: Villa mit Hof, Scheune und Äckern). Was ein Grund- und was nur ein Wahlbedürfnis ist, wird gern abseits der Beachtung des Gleichwohls, der Ausgeglichenheit und der Grundrechte (z. B. auf Gleichbehandlung in Bezug auf Gesunderhaltung) beliebig bewertet.

### Nach Rangordnung
Verbreitet ist auch die Einteilung in primäre Bedürfnisse und sekundäre Bedürfnisse. Als primär werden physiologisch begründete Bedürfnisse bezeichnet, die triebbedingt und also bei allen Menschen weitgehend gleich angesehen werden (z. B. Essen, Trinken, Bewegen, Ruhen, Erholen). Als sekundäre Bedürfnisse werden Bedürfnisse bezeichnet, die von vielen Faktoren abhängig sind (z. B. soziale, künstlerische Interessen).
Eine differenzierte Betrachtung erfolgt mit der Maslowschen Bedürfnispyramide. Sie beruht auf einem vom US-amerikanischen Psychologen Abraham Maslow entwickelten Modell, um Motivationen von Menschen zu beschreiben und gehört zu den kognitiven Motivationstheorien. Hierbei werden die Motive als Antriebskräfte menschlichen Verhaltens gesehen. Die menschlichen Bedürfnisse bilden die „Stufen“ der Pyramide und bauen dieser Theorie gemäß aufeinander auf. Demnach ist immer ein Bedürfnis verhaltensbestimmend, bis es vollends befriedigt ist. Erst dann gewinnt das nächsthöhere Bedürfnis an Bedeutung und wird verhaltensbestimmend.
Die Bedürfnisse sind unterteilt in Defizitärbedürfnisse und Wachstumsbedürfnisse. Die Defizitärbedürfnisse werden durch die ersten drei Stufen vertreten und unter Wachstumsbedürfnisse fallen die vierte und fünfte Stufe. Die erste und unterste Stufe umfasst hierbei die fundamentalen existenziellen Bedürfnisse, wie z. B. die Nahrungsaufnahme zum Erhalt der menschlichen Existenz. Auf Stufe 2 folgen die Sicherheitsbedürfnisse, wie z. B. ein sicheres Auto durch Airbags. Stufe 3 beinhaltet die sozialen Bedürfnisse, wie z. B. durch die Zugehörigkeit zu einer Gruppe. Darauf folgt das Bedürfnis nach Anerkennung, wie z. B. durch Verwendung eines Produktes als Statussymbol. Auf der letzten Stufe befindet sich das Bedürfnis nach Selbstverwirklichung, wie z. B. durch das Tragen extravaganter Kleidung. Die Defizitärbedürfnisse können hierbei vollständig befriedigt werden, wohingegen dies bei den Wachstumsbedürfnissen nicht möglich ist.

### Nach Abfolge
Komplementärbedürfnisse sind Bedürfnisse, welche erst durch die Befriedigung eines Bedürfnisses hervorgerufen werden. Zum Beispiel hat das Bedürfnis nach einer größeren Wohnung zur Folge, dass ein Bedürfnis nach neuen Einrichtungsgegenständen wie Möbel und Teppiche entsteht.
Seit man sich zum Ziel gesetzt hat, das Bruttoinlandprodukt permanent zu steigern, werden durch strategische psychologische Manipulation (u. a. durch Werbe-Kampagnen), Bedürfnisse (Mehrbedarfe) geweckt oder erzeugt die die Interessen der Industrie (und derer Finanziers) nach mehr Absatz bedienen. Man kann also von „echten“ und „falschen“ Bedürfnissen in diesem Zusammenhang sprechen. Der Gesellschaft wird versucht glaubhaft zu machen, dass für sie ein Bedürfnis bestehe bzw. ein neues Bedürfnis entstanden sei.

### Nach Bewusstheit
Bedürfnisse, die von uns konkret verspürt werden, wie beispielsweise das Verlangen nach Lob oder Nahrung, werden als bewusste oder offene Bedürfnisse bezeichnet. Andere, die unterschwellig empfunden werden, sind den latenten oder verdeckten Bedürfnissen zuzuordnen. Sie schlummern im Verborgenen und können zu offenen Bedürfnissen werden, wenn sie geweckt werden. Dies geschieht sehr häufig durch Werbung (Bedürfniserweckung).

### Nach Art der Befriedigung
- Individualbedürfnisse können von einem Menschen alleine befriedigt werden (z. B. das Bedürfnis zu essen).
- Kollektivbedürfnisse können nur von einer ganzen Gemeinschaft (z. B. Familie) befriedigt werden (z. B. das Bedürfnis nach Sicherheit).

## Bedürfnis in der Humanistischen Tradition
Aus der Notwendigkeit, eine anwendbare Methode für Konfliktlösung zu finden, entwickelte Marshall B. Rosenberg, Schüler des Humanisten Carl Rogers, das Modell der gewaltfreien Kommunikation. Aus diesem Modell entstand ein Bedürfnisbegriff, der ergänzend zu Definitionen aus der Motivationspsychologie verwendet werden kann.
Bedürfnisse in Rosenbergs Sinn sind allen Menschen der Art nach gemein. Bedürfnisse sind demnach unabhängig von Zeiten (Epochen), Orten (Regionen, Kulturen) und Personen. Bedürfnisse verschiedener Individuen stehen einander nie entgegen, sondern lediglich die Strategien, die zur Erfüllung der Bedürfnisse angewandt werden. Bedürfnisse sind allgemein; Wünsche unterscheiden sich von Bedürfnissen dadurch, dass sie bereits eine Konkretionsstufe in Richtung auf Strategien darstellen. Will man einen tieferen Einblick in die Ursachen des Problems oder Konflikts bekommen, müssen Bedürfnisse klar von Strategien getrennt werden.
Ein Mensch hat in jedem Moment Bedürfnisse, die sich durch Gefühle bemerkbar machen. Es wird hier unterschieden zwischen Gefühlen, die anzeigen, dass Bedürfnisse erfüllt sind und Gefühlen, die anzeigen, dass Bedürfnisse nicht erfüllt sind.
Einige Bedürfnisse in Kernbegriffen zusammengefasst sind nach diesem Modell: physische Bedürfnisse – Sicherheit – Verständnis (oder Empathie) – Kreativität – Liebe, Intimität – Spiel – Erholung – Autonomie – Sinn.

## Bedürfnis in der Selbstbestimmungstheorie
Nach der von Deci und Ryan (2000, 2008) begründeten Selbstbestimmungstheorie (SDT) haben sich im Laufe der Evolutionsgeschichte der Menschheit drei universelle psychologische Grundbedürfnisse herausgebildet, die eine optimale Anpassung des Individuums an seine jeweilige physikalische und soziale Umwelt sicherstellen. Es sind dies einmal das Bedürfnis nach Kompetenz, das sich beispielsweise in einer Freude am Lernen äußert, dann das Bedürfnis nach sozialer Eingebundenheit, das auch den Wunsch einschließt, selbst eine Bedeutung für andere zu haben, und schließlich das Bedürfnis nach Autonomie, das hier verstanden wird als die tief im Organismus verwurzelte Tendenz zur Selbstregulation der eigenen Handlungen und Kohärenz seiner Verhaltensziele. Das Bedürfnis nach Autonomie ist dabei also nicht mit einem Bedürfnis nach Unabhängigkeit von anderen Personen oder von bestimmten Situationen zu verwechseln.
Nach der Selbstbestimmungstheorie unterscheiden sich die drei genannten psychologischen Grundbedürfnisse prinzipiell von physiologischen Bedürfnissen, die in der Regel zu einem Verhalten führen, das einen durch einen Mangel hervorgerufenen Erregungszustand beruhigen soll. Dagegen wirken sich die psychologischen Grundbedürfnisse bei jeglichem Verhalten sowohl auf die Art und Stärke der Motivation als auch auf die Herausbildung von damit zusammenhängenden Verhaltenszielen oder Motiven aus. Je besser nämlich mit dem Verhalten zugleich diese Grundbedürfnisse befriedigt werden können, desto höher ist die Qualität dieses Verhaltens in Bezug auf Kreativität, Problemlöseverhalten und Durchhaltevermögen, desto mehr ist das Verhalten mit Wohlbefinden verbunden und desto erfolgreicher sind die zugehörigen Internalisierungsprozesse. Insofern grenzt sich innerhalb der Psychologie die Selbstbestimmungstheorie von den klassischen Bedürfnistheorien (SDT) in wesentlichen Punkten ab.

## Bedürfnis in den Wirtschaftswissenschaften
Bedürfnis ist in der Wirtschaftswissenschaft die Empfindung eines Mangels mit dem Ziel, diesen zu beseitigen.

### Allgemeines
Die Kettenglieder Mangel, Bedürfnis, Bedarf und Nachfrage werden oft synonym verwendet, müssen aber wirtschaftswissenschaftlich voneinander unterschieden werden. Ein objektiver Mangel tritt bei allen Wirtschaftssubjekten auf (Privathaushalte, Unternehmen oder Staat mit seinen Untergliederungen) und wird zum Bedürfnis, wenn er subjektiv durch Wirtschaftssubjekte wahrgenommen wird und ein Anreiz zur Bedürfnisbefriedigung besteht. Es kommt nicht auf den objektiven Mangel, sondern auf den subjektiv empfundenen Mangel an. Ein Bedürfnis wird zum Bedarf, wenn es mit konkreten Gütern oder Dienstleistungen konfrontiert wird, die der Beseitigung dieses Mangels dienen können. Das subjektive (vorökonomische) Bedürfnis konkretisiert sich durch den ökonomisch relevanten Bedarf. Bedarf ist die Art und/oder Menge der zur Bedürfnisbefriedigung eines Wirtschaftssubjektes notwendigen Güter und Dienstleistungen. Wenn der Bedarf zu einer Kaufentscheidung führt, wird von Nachfrage gesprochen.

### Ursprung
Alle Menschen haben – unabhängig von der geltenden Wirtschafts- und Gesellschaftsordnung – unbegrenzte Bedürfnisse oder Mangelempfindungen und das Ziel, diese Mängel zu beseitigen. Bedürfnisse treten abhängig von Zeit und Raum auf. Das Bedürfnis ist eine abstrakte Mangelempfindung, das von den Rahmenbedingungen abhängig ist und einen natürlichen Ursprung (etwa Hunger) aufweist, gesellschaftlich begründet ist (Straßenbau) oder aus einer Mischung von beiden besteht. Physiologische Bedürfnisse sind materieller oder immaterieller Art wie Nahrung, Kleidung, Wohnung, Gesundheitsversorgung, Freizeit oder Sicherheit. Psychologische Bedürfnisse sind etwa Freundschaft, soziale Beziehungen oder Anerkennung.

## Theorie der limitierten und universellen Grundbedürfnisse nach Max-Neef
Der Ökonom Manfred Max-Neef sieht Bedürfnisse nicht nur als Mangel, sondern zugleich als individuelle und kollektive menschliche Potenziale.
Konzept der Interaktion fester Grundbedürfnisse
Im Unterschied zur traditionellen Auffassung, dass menschliche Bedürfnisse unbegrenzt seien, ständigen Wandlungen unterlägen und sich von einer Kultur zur anderen veränderten und in jeder historischen Entwicklungsphase unterschiedlich seien, geht Max-Neef davon aus, dass die menschlichen Grundbedürfnisse begrenzt [stillbar], zahlenmäßig gering und klassifizierbar – weil sozial-universal (unabhängig von Person, Ort, Kultur, historischer Epoche) – sind. Sie stünden miteinander in einer Wechselbeziehung und interagierten.
Taxonomie
Er schlägt für eine Taxonomie der menschlichen Grundbedürfnisse folgende neun axiologische Wertkategorien vor:
- Subsistenz (spanisch subsistencia, englisch subsistence),
- Schutz (spanisch protección, englisch protection),
- Zuwendung (spanisch afecto, englisch affection),
- Verständnis [Verstehen, sich entwickeln] (spanisch entendimiento, englisch understanding),
- Partizipation (spanisch participación, englisch participation),
- Muße [Entspannung, Spiel] (spanisch ocio, englisch leisure),
- Kreativität (spanisch creación, englisch creation),
- Identität (spanisch identidad, englisch identity),
- Freiheit (spanisch libertad, englisch freedom).

Schrittweise Evolution der Grundbedürfnisse
Max-Neef vermutet, dass die Grundbedürfnisse im Takt mit der Evolution des Menschen entstanden seien (so seien „Identität“ und „Freiheit“ vermutlich jünger als die übrigen, während ein zehntes, Transzendenz, vielleicht erst in Zukunft so universell sein werde).
Dynamik und Kontext der Grundbedürfnisse
Bedürfnisbefriedigung ist nach Max-Neef ein dynamischer Prozess, charakterisiert durch Gleichzeitigkeit, Komplementarität und Kompensation (Trade-off), und findet auf unterschiedlichen Niveaus und mit unterschiedlicher Intensität statt sowie in dreifachem Kontext:
- in Beziehung mit sich selbst (Eigenwelt)
- in Beziehung mit der sozialen Gruppe (Mitwelt)
- in Beziehung mit der Umwelt.

Max-Neef hält es für unerlässlich, Bedürfnisse von Befriedigern zu unterscheiden.